# Liste der Kulturdenkmale in Schönheide

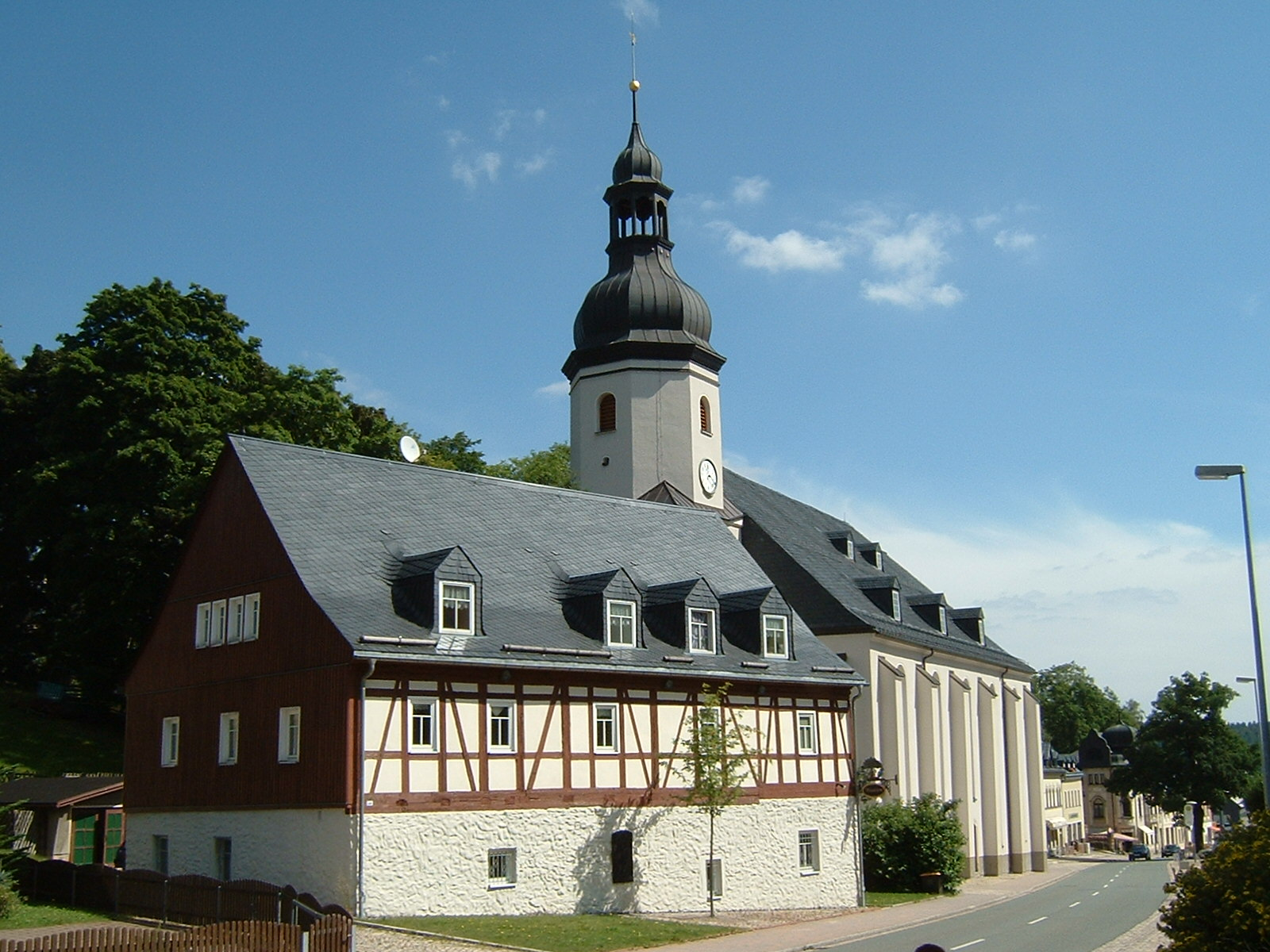
Martin-Luther-Kirche, davor das Bürsten- und Heimatmuseum

Die Liste der Kulturdenkmale in Schönheide enthält die Kulturdenkmale der Gemeinde Schönheide im sächsischen Erzgebirgskreis, die in der Datenbank des Landesamtes für Denkmalpflege erfasst wurden.
Die Anmerkungen sind zu beachten.
Diese Liste ist eine Teilliste der Liste der Kulturdenkmale im Erzgebirgskreis.

Diese Liste ist eine Teilliste der Liste der Kulturdenkmale in Sachsen.
Diese Liste bedarf der ständigen Überarbeitung, um abgebrochene Kulturdenkmale zu benennen oder andere zurzeit noch nicht auf der offiziellen Denkmalliste stehende Objekte hinzuzufügen. So sollte insbesondere das noch reiche Erbe an kleinen landwirtschaftlichen Anwesen und Bauten des Kleingewerbes und der Kleinindustrie in den Blick genommen werden, aber auch Sakralbauten wie Landeskirchliche Gemeinschaft und Methodistenkirche. Denn in § 2 des Sächsischen Denkmalschutzgesetzes heißt es: „Kulturdenkmale im Sinne dieses Gesetzes sind von Menschen geschaffene Sachen, Sachgesamtheiten, Teile und Spuren von Sachen einschließlich ihrer natürlichen Grundlagen, deren Erhaltung wegen ihrer geschichtlichen, künstlerischen, wissenschaftlichen, städtebaulichen oder landschaftsgestaltenden Bedeutung im öffentlichen Interesse liegen“.
Die Liste der Kulturdenkmale ist um eine Liste der ehemaligen, abgerissenen, verschwundenen Kulturdenkmale ergänzt.

## Legende
- Bild: Bild des Kulturdenkmals, ggf. zusätzlich mit einem Link zu weiteren Fotos des Kulturdenkmals im Medienarchiv Wikimedia Commons. Wenn man auf das Kamerasymbol klickt, können Fotos zu Kulturdenkmalen aus dieser Liste hochgeladen werden:
- Bezeichnung: Denkmalgeschützte Objekte und ggf. Bauwerksname des Kulturdenkmals
- Lage: Straßenname und Hausnummer oder Flurstücknummer des Kulturdenkmals. Die Grundsortierung der Liste erfolgt nach dieser Adresse. Der Link (Karte) führt zu verschiedenen Kartendiensten mit der Position des Kulturdenkmals. Fehlt dieser Link, wurden die Koordinaten noch nicht eingetragen. Sind diese bekannt, können sie über ein Tool mit einer Kartenansicht einfach nachgetragen werden. In dieser Kartenansicht sind Kulturdenkmale ohne Koordinaten mit einem roten bzw. orangen Marker dargestellt und können durch Verschieben auf die richtige Position in der Karte mit Koordinaten versehen werden. Kulturdenkmale ohne Bild sind an einem blauen bzw. roten Marker erkennbar.
- Datierung: Baubeginn, Fertigstellung, Datum der Erstnennung oder grobe zeitliche Einordnung entsprechend des Eintrags in der sächsischen Denkmaldatenbank
- Beschreibung: Kurzcharakteristik des Kulturdenkmals entsprechend des Eintrags in der sächsischen Denkmaldatenbank, ggf. ergänzt durch die dort nur selten veröffentlichten Erfassungstexte oder zusätzliche Informationen
- ID: Vom Landesamt für Denkmalpflege Sachsen vergebene, das Kulturdenkmal eindeutig identifizierende Objekt-Nummer. Der Link führt zum PDF-Denkmaldokument des Landesamtes für Denkmalpflege Sachsen. Bei ehemaligen Kulturdenkmalen können die Objektnummern unbekannt sein und deshalb fehlen bzw. die Links von aus der Datenbank entfernten Objektnummern ins Leere führen. Ein ggf. vorhandenes Icon  führt zu den Angaben des Kulturdenkmals bei Wikidata.

## Schönheide
| Bild                                    | Bezeichnung | Lage                                                   | Datierung                  | Beschreibung | ID       |
| --------------------------------------- | --- | ------------------------------------------------------ | -------------------------- | --- | -------- |
| Weitere Bilder                          | Thingplatz (ehem.) (Denkmal für die Gefallenen des 1. Weltkriegs)                                                                                           | (oberhalb des alten Friedhofs) (Karte)                 | nach 1933                  | von ortsgeschichtlicher Bedeutung Segmentbogig geschwungene Mauer, in deren Mitte sich der Denkmalspfeiler erhebt, oberes Ende gekappt (Eisernes Kreuz entfernt), Anlage besteht aus grob behauenen Granitsteinen | 08957092 |
| Weitere Bilder                          | Wettinstein (Gedenkstein) | (Karte)                                                | 1889                       | zum 800-jährigen Regierungsjubiläum des sächsischen Fürstenhauses Wettin, von ortsgeschichtlicher und landesgeschichtlich-dynastischer Bedeutung Großer Granitstein mit eingemeißelter Tafel: „1089-1889 / H. A. / Wettin“ | 08957091 |
|                                         | Zwei Brückenpfeiler und zwei Widerlager der ehemaligen Eisenbahnbrücke über das Tal der Zwickauer Mulde                                                     | (Karte)                                                | um 1890                    | von ortshistorischer und verkehrsgeschichtlicher Bedeutung, landschaftsbildprägend, zur Schmalspurstrecke Wilkau-Haßlau – Saupersdorf – Schönheide/Wilzschhaus – Carlsfeld gehörend Hohe, sich nach oben verjüngende bossierte Granitpfeiler, entsprechende Widerlager | 08957089 |
| Weitere Bilder                          | Wohnhaus | Alte Auerbacher Straße 9 (Karte)                       | um 1910                    | Putzbau mit repräsentativer Eckgestaltung, mit Eckerker und Balkon, Zeugnis der nach 1900 begonnenen Verstädterung, von ortsbildprägender und bauhistorischer Bedeutung Über Granitsockel zweigeschossiger Massivbau in klobigen Formen des Reformstils, Fensterbänke und -verdachungen in Kunststein, flacher Mittelrisalit mit zentralen Fenstergruppen, umrandet mit groben Zierformen wie Flechtbandornament und Zahnschnitt, seitlich Balkon auf massigen Kragsteinen, Ecke verbrochen mit oktogonalem Erker unter geschweifter Haube, malerische Dachlandschaft mit Mansarddach | 08957058 |
| Weitere Bilder                          | Wohnhaus mit Garten und ehemaliger Remise | Alte Auerbacher Straße 13 (Karte)                      | um 1870                    | Wohnhaus mit Stützmauer zur Straße, Garten und ehemaligem Remisengebäude – zeittypische Putzfassade, Zeugnis bürgerlicher Wohnkultur, von baugeschichtlicher Relevanz. | 08957056 |
| Weitere Bilder                          | Lokschuppen des ehemaligen Bahnhofs Schönheide der Schmalspurstrecke Carlsfeld – Schönheide                                                                 | Am Fuchsstein 20a (Karte)                              | um 1900                    | Fachwerk-Typenbau, von ortshistorischer und verkehrsgeschichtlicher Bedeutung. Langgestreckter Fachwerkbau mit großen hochrechteckigen Fenstern in kleinteiliger Sprossung, flaches Satteldach, Giebelseite völlig verbrettert, mit großen Holztoren, kleiner Anbau aus Klinkern. | 08957067 |
| Direkt Bild zu diesem Denkmal hochladen | Stollenmundloch | Eibenstocker Straße (gegenüber Ziegenleite 10) (Karte) | 18. Jh. oder älter         | von bergbautechnischer und ortsgeschichtlicher Bedeutung Befestigter Stolleneingang, granitener Rundbogen aus konisch geformten Bossen, in eine Befestigungsmauer eingebunden; Das Stollenmundloch, einziges Überbleibsel der Bergbaugeschichte Schönheides, wurde Anfang der 1990er Jahre von der Gemeindeverwaltung zugeschüttet. | 08957107 |
|                                         | Wohnhaus | Eibenstocker Straße 7 (Karte)                          | um 1880                    | zweifarbige Klinkerfassade, einfaches, aber qualitätvolles Zeugnis der ortshistorischen Entwicklung Schönheides um 1900, baugeschichtlich von Bedeutung Zweigeschossiger Massivbau über Granitsockel, klinkerverkleidet, Segmentbogenfenster und -türformen, Gliederung durch zweifarbige Klinkeranordnung, in Ecklisenen mit Verstäbungen, Gurtgesimsen und Trauffries, Satteldach mit zentralem Dachhaus, Giebelwände zum Teil verkleidet, bauzeitliche Eingangstür mit geätzten Glasscheiben | 08957029 |
|                                         | Wohnhaus, mit Stützmauer zur Straße | Eibenstocker Straße 23 (Karte)                         | Ende 19. Jh.               | eingeschossiger Putzbau, Anklänge an den Schweizerstil, von ortsbildprägender und baugeschichtlicher Bedeutung Eingeschossiger massiver Putzbau mit Drempel, Granitsockel, und -treppenvorbau, flache Putzlisenen, leicht profilierte Fenstergewände im Erdgeschoss mit segmentbogigen Verdachungen, straßenseitiger übergiebelter Mittelrisalit, Satteldach im Schweizerstil mit vorgestreckten Pfetten und Schwebesparren, Ziergespärre und gesägte Kopfleisten, Hängebalken mit gedrechseltem Endstück, originale Haustür | 08957066 |
| Weitere Bilder                          | Wohnhaus | Gießereistraße 16 (Karte)                              | 18. Jh.                    | alte Ortslage Schönheiderhammer, Obergeschoss zum Teil Fachwerk, ortsbildprägend, Ensemble mit Nummer 17, im Zusammenhang mit dem ältesten, heute noch produzierenden Eisengusswerk Deutschlands erbaut, baugeschichtlich und ortsgeschichtlich von Bedeutung Zweigeschossiger Bau, Erdgeschoss massiv verputzt, Obergeschoss teilweise massiv und Fachwerk verkleidet, Satteldach, verschiedene Fenstergrößen und -formen, im Erdgeschoss kleine Rundbogenfenster | 08957063 |
| Weitere Bilder                          | Wohnhaus | Gießereistraße 17 (Karte)                              | 18. Jh.                    | alte Ortslage Schönheiderhammer, Obergeschoss Fachwerk verkleidet, ortsbildprägend, Ensemble mit Nummer 16, im Zusammenhang mit dem ältesten, heute noch produzierenden Eisengusswerk Deutschlands erbaut, baugeschichtlich und ortsgeschichtlich von Bedeutung Zweigeschossiger Bau, Erdgeschoss massiv verputzt, Obergeschoss Fachwerk verkleidet, Giebel verkleidet, Krüppelwalmdach mit Dachhecht, Granittürgewände mit Schlussstein | 08957064 |
| Weitere Bilder                          | Oschatz-Villen (Villa, mit Stützmauer zur Straße) | Hauptstraße 11 (Karte)                                 | um 1870                    | Putzbau, mit Nummer 12 Bestandteil eines spätklassizistischen Ensembles von zwei identischen Villen, von ortsbildprägender und bauhistorischer Relevanz Über talseitigem Sandsteinsockel eingeschossiger Massivbau mit Drempel, auf drei Seiten Risalite zu Vollgeschossen ausgebaut, flachgeneigte Dachlandschaft, reiches vielgliedriges spätklassizistisches Baudekor mit Nutung, Eckpilastern, Gurtgesimsen, Fensterverdachungen und Stuckdekorationsfeldern in Archivolten, alte Fenster, Gesellschaftszimmer im Erdgeschoss mit zum Teil aufwändigen Stuckvouten und -rosetten, alte Türen mit Verdachungen, historische Treppenhausverglasung, bauzeitliche Eingangstür, offene Terrasse mit Brüstungsmauern und Postamenten | 08957028 |
| Weitere Bilder                          | Wohnhaus (ohne rückwärtigen Anbau) | Hauptstraße 15 (Karte)                                 | nachträglich bez. 1734     | stattlicher Putzbau mit neobarocker Stuckzier, von bauhistorischer und ortshistorischer Bedeutung Über Sockel Erdgeschoss massiv, Fenster leicht vergrößert, Obergeschoss Fachwerk, verputzt, mit Resten von Spiegeln im Brüstungsbereich, flacher massiver Mittelrisalit in Dachhaus übergehend, mit aufgeputzten, genuteten ionischen und kannelierten dorischen Pilastern, Fensterverdachung in Neorokoko, Füllhornkartusche mit Bezeichnung 1737, profilierter Rähm, Krüppelwalmdach mit durchgehender Dachschleppe, Korbbogenportal mit Granitgewände, Kreuzgratgewölbe im Flur, steinerne Treppe, Prellstein an abgefaster Ecke                                                                                               | 08957051 |
| Weitere Bilder                          | Wohnhaus mit zwei Hofgebäuden und Scheune | Hauptstraße 20 (Karte)                                 | 1764                       | Fachwerkgebäude im alten Ortskern, ehemals Umspanne, Teil der alten Ortsstruktur, mit ortsbildprägender und bauhistorischer Bedeutung. | 08957026 |
|                                         | Wohnhaus | Hauptstraße 38 (Karte)                                 | bez. 1902                  | mit Laden, Putzbau mit Sandsteinelementen, Eckbetonung, repräsentatives Gebäude im Jugendstil, Zeugnis der Entwicklung des Ortes um 1900, baugeschichtlich von Bedeutung Zweigeschossiger Massivbau mit gerundeter Ecke, malerisch durch Vollgeschoss und Dachausbau unter geschweifter Haube überhöht, zur Straße Kastenerker mit verbrochener Ecke und Ziergiebel mit Okulus, Gliederungselemente aus Sandstein, Mansarddach, am Erker und über historischer Eingangstür Stuckfelder mit floralem Jugendstildekor | 08957025 |
| Weitere Bilder                          | Rathaus | Hauptstraße 43 (Karte)                                 | 1882–1883                  | Putzbau mit Dachreiter, im Stil der deutschen Neorenaissance, repräsentatives Zeugnis der Ortsentwicklung Schönheides, von ortsgeschichtlicher und bauhistorischer Bedeutung. Zweigeschossiger massiver Putzbau auf quadratischem Grundriss über talseitigem Granitsockel, Gliederung durch Risalite, Gesimse, talseitige Terrasse im ersten Obergeschoss, Balkon auf massigen Kragsteinen im zweiten Obergeschoss, Mittelgiebel, historisierendes Baudekor an Gewänden und Giebel in deutscher Renaissance (Naturstein, gestrichen), Walmdach mit barockisierendem Dachreiter. Architekten Ernst Giese und Paul Weidner, Dresden.                                                                                                  | 08957024 |
| Weitere Bilder                          | Martin-Luther-Kirche | Hauptstraße 44 (Karte)                                 | 1766–1773, Kirchturm älter | große barocke Saalkirche mit Westturm, Zeugnis von hoher kunstgeschichtlicher und bauhistorischer sowie ortsbildprägender Bedeutung | 08957042 |
| Weitere Bilder                          | Ehemaliges Pfarrhaus, heute Museum | Hauptstraße 49 (Karte)                                 | bez. 1657                  | bemerkenswertes Fachwerkgebäude im Ortskern, ehemals Kirchschule und Pfarrhaus, Teil der alten Ortsstruktur, von ortsbildprägender, bauhistorischer und ortsgeschichtlicher Bedeutung Erdgeschoss teilweise massiv, Fachwerk zum Teil erneuert, Fenster mit Granitgewänden, Obergeschoss mit Schwelle mit Schiffskehlen (langseitig), Fenster leicht vergrößert, ein Giebel verbrettert, verschiefertes Satteldach mit stehenden Dachgaupen, als Kirchschule erbaut, später zum Pfarrhaus erweitert | 08957041 |
| Weitere Bilder                          | Lichtspiel-Haus; ehem. Schule, später Kino, heute Kirchgemeindehaus der Elim-Gemeinde                                                                       | Hauptstraße 51 (Karte)                                 | 1842–1843                  | Ehem, Schule – stattlicher Putzbau im alten Ortskern, bis 1898 Schule, 1913 Kinosaal eingerichtet, seit 1950er Jahren durch die Elim-Gemeinde genutzt, nach 1991 zum Gemeindehaus ausgebaut, von ortsgeschichtlicher Bedeutung. Über Sockel dreigeschossiger Massivbau, verputzt, EG-Fenster mit einfacher Umrandung, Gurtgesims, zwei Obergeschoss durch Brüstungsfelder mit einfachem Quetschstuck zusammengefasst, Beschriftung plastisch aufgeputzt in Jugendstillettern: „Lichtspiel-Haus“, Eingang von Pilastern gesäumt, darüber Galvanorelieftafel: „Musikdirektor Prof. Dr. Emanuel Klitsch wurde in diesem Hause geboren am 31. Oktober 1812“.                                                                            | 08957053 |
| Weitere Bilder                          | Wohnhaus mit hangseitig angebauter Scheune | Hauptstraße 69 (Karte)                                 | um 1800                    | eingeschossiger Putzbau, Teil der alten Ortsstruktur, weitgehend authentisch erhalten, sozialgeschichtlich von Bedeutung Eingeschossiger Massivbau, verputzt, Türgewände mit Oberlicht, leichter Ohrung und Schlussstein aus Granit, Fenster mit Winterverglasung in Achtfachsprossung, Satteldach mit zwei Reihen stehender Gaupen, späterer Dachausbau, Giebel Fachwerk verputzt bzw. verkleidet, Scheune T-förmig an Wohnhaus angebaut, Fachwerk verbrettert, Satteldach | 08957102 |
| Weitere Bilder                          | Grund- und Mittelschule Schönheide | Hauptstraße 70 (Karte)                                 | 1896–1898                  | Schule (mit Gedenkstein vor der Schule); zeittypische Klinkerfassade, repräsentatives Zeugnis des bildungsbürgerlichen Anspruchs um 1900 – von ortsbildprägender und bauhistorischer Bedeutung. | 08957040 |
| Weitere Bilder                          | Postgebäude (mit Anbauten) | Hauptstraße 100 (Karte)                                | bez. 1891                  | historisierender Klinkerfassade, repräsentatives Zeugnis der gründerzeitlichen Neubebauung des Dorfkerns, von ortshistorischer und baugeschichtlicher Relevanz. Über kubischem Grundriss auf Granitsockel, ziegelsichtiger zweigeschossiger Massivbau, Hauptansicht mit zwei Standerkern mit reicher Verdachung aus Sandstein, Fassadengliederung durch historisierende Fenstergewände und Gurtbänder aus Sandstein, über reichem Konsolabschlussgesims zentrales Zwerchhaus mit Uhr zwischen Ziegelpilastern und Dekor. | 08957038 |
| Weitere Bilder                          | Hotel zur Post | Hauptstraße 101 (Karte)                                | um 1890                    | eckbetonte Klinkerfassade, Teil der gründerzeitlichen Neubebauung des Dorfkerns, baugeschichtlich und ortsgeschichtlich von Bedeutung Über Granitsockel zweigeschossiger Massivbau, klinkerverkleidet, Ecke verbrochen, mit Erker im ersten Obergeschoss auf dekorativen Kunststeinkonsolen und Überhöhung durch zweites. Obergeschoss, mit spitzer Haube, Fassadengliederung durch historisierende Fenstergewände und einfache Gurtbänder aus Kunststein | 08957037 |
| Weitere Bilder                          | Produktionsgebäude im Ortskern (Fabrikgebäude) | Hauptstraße 112 (Karte)                                | um 1890                    | zeittypischer Klinkerbau, Relikt der Industrialisierung Schönheides um 1900, von hoher ortsbildprägender und ortsgeschichtlicher Bedeutung Langgestreckter viergeschossiger Massivbau über Granitsockel, klinkerverkleidet, Gliederung durch Lisenen, Gurtbänder, Deutsches Band, segmentbogige Fensterstürze und getrepptes Abschlussgesims jeweils in gelbem Klinker, tellerförmige Zugankerstücke, oberstes Stockwerk mit gekoppelten Fenstern, flaches Satteldach, Türen und Fenster zum Teil neu, Gebäude saniert | 08957059 |
| Weitere Bilder                          | Villa R. Lenk | Hauptstraße 120 (Karte)                                | um 1900                    | Villa mit Treppenaufgang und Pforte; Klinkerfassade mit Fachwerk-Elementen, repräsentatives Zeugnis großbürgerlicher Wohnkultur in reichen Jugendstilformen, in Aufwand und Detailfülle einmalig in der Gemeinde – von kunsthistorischer, baugeschichtlicher und ortsgeschichtlicher Bedeutung. | 08957060 |
| Weitere Bilder                          | Denkmal für die im Ersten Weltkrieg gefallenen Feuerwehrleute Schönheides, mit Einfriedung                                                                  | Hauptstraße 121 (gegenüber) (Karte)                    | nach 1918                  | von ortshistorischer Bedeutung Über getrepptem Granitsockel grob behauene Granitstele, oben abgerundet, neue Metalltafel mit Inschrift, bekrönt von übergroßem Feuerwehrhelm, einfache Einfassung durch Metallzaun mit Pforte | 08957062 |
| Weitere Bilder                          | Ehem. Bahnhof Schönheide-Mitte | Hauptstraße 128; 128a (Karte)                          | 1893 (Empfangsgebäude)     | Bahnhofsgebäude (Nr. 128) mit Nebengebäude (Nr. 128a) – Gebäude einer ehemaligen Schmalspurbahn von Carlsfeld über Schönheide nach Wilkau-Haßlau – von ortshistorischer und verkehrsgeschichtlicher Bedeutung. Zweigeschossiger massiver Ziegelbau auf flachem Granitsockel, Segmentbogenfenster mit Granitkonsolen, Gliederungselemente: Lisenen, Deutsches Band, Zahnschnittfries, stilisiertes Giebelornament. | 08957068 |
| Weitere Bilder                          | Villa | Hauptstraße 130 (Karte)                                | um 1900                    | abwechslungsreich gegliederter Putzbau mit Fachwerk-Elementen, ortsbildprägend, bauhistorische Bedeutung Eingeschossiger massiver Putzbau auf grob bossiertem Granitsockel, aufgelockerter Grundriss, durch Risalite und Erker gegliedert, Tür- und Fensterfassungen ornamentiert, aus gestrichenem Sandstein, teilweise Zierfachwerk im Obergeschoss, Mischung aus Krüppelwalm- und Mansarddach, großes Farbglasfenster, originale Eingangstür | 08957075 |
| Weitere Bilder                          | Villa mit Nebengebäude und Einfriedung | Hauptstraße 136 (Karte)                                | um 1910                    | Putzbau mit Natursteinelementen, Reformstil-Architektur, ortsbildprägend, Beispiel großbürgerlicher Wohnkultur, baugeschichtlich von Bedeutung. | 08957074 |
| Weitere Bilder                          | Wohnhaus | Hauptstraße 141 (Karte)                                | bez. 1903                  | Klinkerbau in Ecklage, ortsbildprägend, baugeschichtlich von Bedeutung Zweigeschossiger massiver Klinkerbau auf Granitsockel, Erdgeschoss geputzt, verbrochene, erhöhte Ecklösung mit geschweiftem Giebel und Bekrönungen mit Zierkugeln aus Zinkblech, leicht vorstehender übergiebelter Seitenrisalit, Kunststeinfensterverdachungen und -konsolen | 08957073 |
|                                         | Maschinenhaus und ehemaliger Werksgraben (hinter Muldenstraße 7) einer Papierfabrik                                                                         | Muldenstraße 4 (Karte)                                 | um 1900                    | zeittypischer Klinkerbau, von ortshistorischer und wirtschaftsgeschichtlicher Bedeutung Maschinenhaus: eingeschossiger massiver Klinkerbau auf Granitsteinsockel, von Schlusssteinen bekrönte Segmentbogenfenster, im Giebel ein Thermenfenster, Fassadengliederung durch Lisenen und Blendarkaden, Satteldach, der heute vermauerte Werksgraben (von einer Granitsteinmauer eingefasst) führte unter dem Gebäude hindurch, Werksgraben mit vermauertem Bogen. | 08957093 |
| Weitere Bilder                          | Fabrikantenvilla | Muldenstraße 7 (Karte)                                 | um 1900                    | repräsentative Klinkerfassade, im Stil der Neorenaissance, erbaut für den Papierfabrikanten Bretschneider, von ortsgeschichtlicher, bauhistorischer und wirtschaftsgeschichtlicher Bedeutung. | 08957094 |
| Weitere Bilder                          | Sachgesamtheitsbestandteil der Sachgesamtheit Eisenbahnstrecke Chemnitz–Aue–Adorf, Abschnitt Schönheide–Muldenberg, Teilabschnitt Schönheide, OT Schönheide | Muldenstraße (Karte)                                   | Ende 19. Jh.               | Teilstück der Eisenbahnstrecke Chemnitz–Aue–Adorf zwischen Bahnhof Schönheide Ost (km 71,275) und Bahnhof Muldenberg (km 89,400) – eisenbahntechnische Zeugnisse der verkehrshistorischen Entwicklung, mit technikgeschichtlicher und lokalhistorischer Relevanz. | 08959219 |
|                                         | Zwei Lokomotiven im Lokschuppen des Gleisanschlusses und Bahnwärterhaus (Einzeldenkmale zu ID-Nr. 08959219)                                                 | Muldenstraße 10 (Karte)                                | Ende 19. Jh.               | Einzeldenkmale der Sachgesamtheit Eisenbahnstrecke Chemnitz–Aue–Adorf, Abschnitt Schönheide–Muldenberg, Teilabschnitt OT Schönheide: eisenbahntechnische Zeugnisse der verkehrshistorischen Entwicklung mit technikgeschichtlicher und lokalhistorischer Relevanz, weitgehend authentisch erhalten. - Lok 1: mit Baureihenbezeichnung der Deutschen Reichsbahn V15 oder V18 - Lok 2: vom Typ KÖ - Bahnwärterhaus (s. Foto) bei km 73,110 (ohne Wirtschaftsgebäude/Nebengebäude) als eingeschossiger Typenbau über annähernd quadratischem Grundriss, flach geneigtes Satteldach mit Überstand. | 09302602 |
| Weitere Bilder                          | Ehem. Restauration Waldschlößchen (heute Wohnhaus) | Neuheider Straße 22 (Karte)                            | um 1900                    | Ehemaliges Gasthaus - alte Ortslage Neuheide, zeittypischer Klinkerbau, von ortshistorischer Bedeutung Zweigeschossiger Massivbau, verklinkert, Gussstein-Fenstergewände mit Verzierungen, weit vorgezogene Seitenrisalite, Walmdach, hölzerner Eingangsvorbau, originale Eingangstür, alte Beschriftung „Restauration Waldschlößchen“ | 08957080 |
|                                         | Wohnhaus mit zwei Seitengebäuden | Obere Straße 22; 23 (Karte)                            | bez. 1864                  | Wohnhaus (Nr. 22, ehemals Forsthaus) mit zwei Seitengebäuden (Nr. 23), Stützmauer und Hofeinfriedungsmauer – Putzbau mit Ziegelgliederung, mit ortsgeschichtlicher und -bildprägender sowie bauhistorischer Relevanz. | 08957030 |
| Weitere Bilder                          | Gedenkstele für Carl Eduard Flemming | Obere Straße 25a (gegenüber) (Karte)                   | 1907                       | zur Erinnerung an den Begründer der Schönheider Bürsten-Großindustrie Carl Eduard Flemming (geb. 1834), von ortshistorischer Bedeutung Hinter der Kirche am Hang: über flachem, gestuften Sockel sich nach oben verjüngende Granitstele mit aufgesetztem, geschweiften Deckstein, auf der Vorderseite in Galvanotechnik Namenstafel mit Profilrelief in Eichenlaubkranz eingelassen bzw. aufgesetzt, auf Rückseite Metalltafel mit Inschrift: „Dem Begründer der Schönheider Bürsten-Großindustrie, dem Stifter dieses Platzes und Freunde der Kirche gewidmet von der dankbaren Kirchengemeinde 1907“ | 08957031 |
| Weitere Bilder                          | Wohnhaus | Obere Straße 70 (Karte)                                | um 1890                    | zeittypische Klinkerfassade, Zeugnis der Verstädterung Schönheides um 1900, von bauhistorischer Qualität Zweigeschossiger Massivbau über Granitsockel, Gliederung mit zweifarbigem Klinker durch Eckbetonung, Gurtgesimse und Segmentbogen über den Fenstern, Sohlbänke und Stürze aus Kunststein, historisierend, Eckrisalit leicht vorgezogen und durch drittes Obergeschoss turmartig unter geschweifter Attika überhöht, Mansarddach mit stehenden Gaupen, verschiefert | 08957034 |
| Weitere Bilder                          | Sachgesamtheit Alter Friedhof Schönheide mit zahlreichen Einzeldenkmalen                                                                                    | Rathausberg (Karte)                                    | um 1900                    | Sachgesamtheit Alter Friedhof Schönheide, mit folgenden Einzeldenkmalen: Friedhofskapelle (mit Ausstattung, unter anderem drei Farbglasfenster sowie Grabstein Susanna Wolf), Grufthaus der Familie von Querfurth (mit Jesusstatue, Vorplatz mit fünf Einzelgräbern, Einfriedungsmauer und Metalltor), Grufthaus der Familie Flemming, Grufthaus der Familie Oschatz sowie Grabmale der Familien Lenk und Tuchscherer (siehe Einzeldenkmale 08957043, gleiche Anschrift), dazu die gärtnerisch gestaltete Friedhofsanlage (Gartendenkmal); Kapelle Putzbau mit Dachreiter, im Reformstil – ortshistorische und baugeschichtliche sowie künstlerische Bedeutung.                                                                     | 09305958 |
| Weitere Bilder                          | Friedhofskapelle, Grufthaus der Familie von Querfurth, der Familie Flemming und der Familie Oschatz (Einzeldenkmale zu ID-Nr. 09305958)                     | Rathausberg (Karte)                                    | 1908                       | Einzeldenkmale der Sachgesamtheit Alter Friedhof Schönheide: Friedhofskapelle (mit Ausstattung, unter anderem drei Farbglasfenster sowie Grabstein Susanna Wolf), Grufthaus der Familie von Querfurth (mit Jesusstatue, Vorplatz mit fünf Einzelgräbern, Einfriedungsmauer und Metalltor), Grufthaus der Familie Flemming, Grufthaus der Familie Oschatz sowie Grabmale der Familien Lenk und Tuchscherer; Kapelle Putzbau mit Dachreiter, im Reformstil – ortshistorische und baugeschichtliche sowie künstlerische Bedeutung. | 08957043 |
|                                         | Wohnhaus (ohne Anbauten), ehemals Gasthaus | Rathausberg 1 (Karte)                                  | Ende 18. Jh.               | eingeschossiger Putzbau, Teil der alten Ortsstruktur, von ortsgeschichtlicher und bauhistorischer Bedeutung Eingeschossiges ehemaliges Fachwerkgebäude, später massiv unterfahren, einfache Putzgliederung um Fenster und Tür, profilierter Rähm mit Balkenköpfen, großes dreifenstriges Dachhaus mit dekorativ gesprosstem Giebelfenster, Giebel Fachwerk, verputzt, mit liegenden Fenstern, historische Eingangstür, Satteldach, Schieferdeckung | 08957052 |
|                                         | Ehemaliges Sparkassengebäude, heute Wohnhaus | Rathausberg 2 (Karte)                                  | um 1925                    | zeittypischer Putzbau, aufwändiges Portal mit Art-Déco-Dekor, von ortsgeschichtlicher und bauhistorischer Bedeutung Über hohem Granitsockel zweigeschossiger Massivbau mit zwei Zwerchhäusern, zentrales Portal mit Freitreppe und genuteten Lisenen, expressionistischer Quetschstuck, bauzeitliche Eingangstür, Putzfelder um Erdgeschoss-Fenster, Krüppelwalmdach, Schieferdeckung | 08957048 |
| Weitere Bilder                          | Zwei Wohnhäuser mit angebauten Scheunen eines Bauernhofes                                                                                                   | Schwarzwinkel 38; 39 (Karte)                           | vorderer Teil 18. Jh.      | Zwei aneinandergebaute Wohnhäuser mit winkelförmig angebauten Scheunen eines Bauernhofes – alte Ortslage Schwarzwinkel, Wohnhäuser des Zwillingshofes eingeschossige Putzbauten mit später ausgebautem Dach, von bauhistorischer Bedeutung. | 08957099 |
| Weitere Bilder                          | Wohnhaus mit angebauter Scheune eines Bauernhofes | Schwarzwinkel 41 (Karte)                               | Ende 18. Jh.               | Wohnhaus mit angebauter Scheune eines Bauernhofes – alte Ortslage Schwarzwinkel, Wohnhaus Obergeschoss Fachwerk verbrettert, von ortsbildprägender und bauhistorischer Bedeutung. | 08957100 |
| Weitere Bilder                          | Gasthaus mit Anbau | Straße der Einheit 3 (Karte)                           | um 1900                    | Gasthaus mit zeittypischer Klinkerfassade, angebauter Fremdenhof späterer Putzbau mit historischer Beschriftung, Zeugnis des historischen Fremdenverkehrs im Ort, von baugeschichtlicher und ortsgeschichtlicher Bedeutung. | 08957050 |
|                                         | Denkmal für die Verwalter des Schönheider Reviers | Tannenbachweg (Karte)                                  | um 1900                    | von ortsgeschichtlicher und forsthistorischer Bedeutung In den Felsen eingearbeitetes Band und zwei Inschriftenfelder mit den Namen, Lebensdaten und Titeln der Verwalter von 1610-1941 | 08957090 |
|                                         | Wohnhaus | Webersberg 3 (Karte)                                   | um 1910                    | Putzbau mit Fachwerkelementen, im Reformstil, stark ortsbildprägend, baugeschichtlich von Bedeutung Dreigeschossiger massiver Putzbau auf bossiertem Granitsockel, talseitig mit abgerundeten Ecken, Gliederung durch Giebel und Erker, talseitiger Fachwerkgiebel, Krüppelwalmdach, im Erdgeschoss ehemaliger Werkstattbetrieb | 08957077 |
|                                         | Wohnhaus (Umgebinde) | Ziegenleithe 10 (Karte)                                | Mitte 18. Jh.              | Umgebindehaus als seltenes Zeugnis ländlicher Bauformen im Ort von bauhistorischer Bedeutung Umgebinde rechts der Tür 2/2 Joche, verputzt, Blockstube massiv ersetzt, neue Fenster und Türen, verschiefertes Satteldach, talseitig zwei stehende Dachgaupen, Giebel mit Blech verkleidet | 08957098 |

## Wilzschhaus
| Bild           | Bezeichnung | Lage                         | Datierung                   | Beschreibung | ID       |
| -------------- | --- | ---------------------------- | --------------------------- | --- | -------- |
| Weitere Bilder | Eisenbahnstrecke Schönheide-Süd–Carlsfeld (Sachgesamtheit)                                                                                                   | (Karte)                      | 1896–1897 (Eisenbahnanlage) | Sachgesamtheitsbestandteil der Sachgesamtheit Eisenbahnstrecke Schönheide-Süd–Carlsfeld, Teilabschnitt Schönheide, OT Wilzschhaus, mit den Sachgesamtheitsteilen: Brückenpfeiler und zwei Widerlager einer ehemaligen Stahlfachwerkbrücke über die Zwickauer Mulde (bei Wilzschhaus 4, zum Teil auf Gemeindegebiet Eibenstock) und Teilstück der Eisenbahnstrecke mit Gleis-, Signal-, Sicherungs- und Fernmeldeanlagen (siehe auch Sachgesamtheit, Eibenstock, Stadt, OT Carlsfeld – Obj. 08955385); technikgeschichtlich und verkehrsgeschichtlich von Bedeutung | 08955384 |
| Weitere Bilder | Sachgesamtheitsbestandteil der Sachgesamtheit Eisenbahnstrecke Chemnitz–Aue–Adorf, Abschnitt Schönheide–Muldenberg, Teilabschnitt Schönheide, OT Wilzschhaus | Wilzschhaus 3 (Karte)        | Ende 19. Jh.                | Teilstück der Eisenbahnstrecke Chemnitz–Aue–Adorf zwischen Bahnhof Schönheide Ost und Bahnhof Muldenberg – eisenbahntechnische Zeugnisse der verkehrshistorischen Entwicklung, mit technikgeschichtlicher, landschaftsbildprägender und lokalhistorischer Relevanz. Sachgesamtheitsbestandteil des Teilabschnitts Schönheide, OT Wilzschhaus mit den Einzeldenkmalen: Bahnhofsgebäude Schönheide-Süd (früher Bhf. Wilzschhaus) mit Nebengebäude, Güterschuppen und Draisinen-Schuppen (Einzeldenkmale ID-Nr. 08957086).                                            | 08959218 |
| Weitere Bilder | Bahnhofsgebäude Schönheide-Süd (früher Bhf. Wilzschhaus) mit Nebengebäude, Güterschuppen und Draisinen-Schuppen (Einzeldenkmale zu ID-Nr. 08959218)          | Wilzschhaus 3 (Karte)        | 1892–1893 (Empfangsgebäude) | Eröffnung der Strecke 1875, im Zusammenhang mit dem Bau der Schmalspurbahn Wilkau-Haßlau – Schönheide/Wilzschhaus 1892/93 neues Empfangsgebäude errichtet, von orts- und verkehrsgeschichtlicher Bedeutung. | 08957086 |
|                | Eisenbahnerwohnhaus (mit zwei Hausnummern) | Wilzschhaus 6a; 6b (Karte)   | um 1893                     | zeittypischer Ziegelbau – von ortshistorischer und verkehrsgeschichtlicher Bedeutung. | 08957087 |
|                | Eisenbahnerwohnhaus (mit zwei Hausnummern) | Wilzschhaus 7a; 7b (Karte)   | um 1893                     | zeittypischer Ziegelbau – von ortshistorischer und verkehrsgeschichtlicher Bedeutung. | 08957088 |
|                | Eisenbahnerwohnhaus (mit zwei Hausnummern) | Wilzschhaus 8a; 8b (Karte)   | um 1893                     | zeittypischer Ziegelbau, große Ortsaufschrift: Wilzschhaus – von ortshistorischer und verkehrsgeschichtlicher Bedeutung. | 09306077 |
|                | Wohnhaus | Wilzschhaus 9 (Karte)        | um 1900                     | zeittypischer Ziegelbau – von ortshistorischer und verkehrsgeschichtlicher Bedeutung. | 08957083 |
|                | Wohnhaus (mit zwei Hausnummern) mit ehemaligem Waschhaus | Wilzschhaus 10a; 10b (Karte) | um 1900                     | zeittypischer Ziegelbau – von ortshistorischer und verkehrsgeschichtlicher Bedeutung. Waschhaus: über quadratischem Grundriss eingeschossiges Ziegelgebäude unter Zeltdach. | 08957082 |
|                | Wohnhaus (mit zwei Hausnummern) | Wilzschhaus 11a; 11b (Karte) | um 1900                     | zeittypischer Ziegelbau – von ortshistorischer und verkehrsgeschichtlicher Bedeutung. | 08957081 |

## Ehemalige/abgerissene/verschwundene Kulturdenkmale
Eine Übersicht über abgerissene und noch gefährdete Kulturdenkmale findet sich auf der Webseite „Denkmalschutz Schönheide“ (s. Weblinks).
| Bild                                    | Bezeichnung                                                                                  | Lage                                             | Datierung | Beschreibung | ID       |
| --------------------------------------- | -------------------------------------------------------------------------------------------- | ------------------------------------------------ | --- | --- | -------- |
| Direkt Bild zu diesem Denkmal hochladen | Deckel eines Wasserreservoirs                                                                |                                                  | bez. 1908 (Nebenanlage) | Beschreibung des früheren Kulturdenkmals: bez. „Königin-Marien-Hütte A. G. 1908 Cainsdorf i. S.“; im Wald nahe Vogelsgrün, Richtung Albertsberg | 08956963 |
|                                         | Wohnhaus                                                                                     | Berggasse 1 (Karte)                              | 1. Hälfte 19. Jh. (Wohnhaus) | Beschreibung des früheren Kulturdenkmals: Wohnhaus mit Gartenmauer; Teil der alten Ortsstruktur, von ortsbildprägender und bauhistorischer Bedeutung. | 08957054 |
|                                         | Scheune                                                                                      | Eibenstocker Straße 23b (Karte)                  | vor 1945 | Beschreibung des früheren Kulturdenkmals: Scheune mit offenem Anbau; bauhistorische Bedeutung, singulär im Ort. Ende der 1940er Jahre von Johanngeorgenstadt hierher umgesetzt (Scheune) | 99957101 |
| Weitere Bilder                          | Hammerherrenhaus                                                                             | Gießereistraße 20 (Karte)                        | 1. Hälfte 18. Jahrhundert, Anbau um 1900 (Rittergut), wurde 2013 abgerissen                                                                   | Beschreibung des früheren Kulturdenkmals: Herrenhaus des Eisenhammerwerkes (Hammerherrenhaus), in Ecklage; von ortsbildprägender und -geschichtlicher Bedeutung. | 08957065 |
| Weitere Bilder                          | Oschatz-Villen                                                                               | Hauptstraße 12 (Karte)                           | um 1870, Veranda 1905 (Villa), wurde im Oktober 2016 abgerissen                                                                               | Beschreibung des früheren Kulturdenkmals: Villa mit Holzveranda; zusammen mit Nr. 11 Bestandteil eines spätklassizistischen Ensembles von zwei identischen Villen im Ortskern, von hoher ortsbildprägender und bauhistorischer Relevanz. | 08957027 |
| Weitere Bilder                          | Wohnhaus in offener Bebauung                                                                 | Hauptstraße 94 (Karte)                           | um 1860 (Wohnhaus), abgerissen am 6. Juli 2017                                                                                                | Beschreibung des früheren Kulturdenkmals: Zeugnis der beginnenden Verstädterung in 2. Hälfte des 19. Jh., von ortsbildprägender und bauhistorischer Bedeutung. | 08957039 |
| Weitere Bilder                          | Villa J. Lenk                                                                                | Hauptstraße 119 (Karte)                          | um 1900 (Villa). Das Gebäude wurde im Jahr 2007 illegal abgerissen.                                                                           | Beschreibung des früheren Kulturdenkmals: Villa mit Einfriedung und Hangtreppe; repräsentatives Jugendstilgebäude als Zeugnis großbürgerlicher Wohnkultur von baukünstlerischer und ortsgeschichtlicher Bedeutung, im Gemeindegebiet singulär, im Ensemble mit Villa R. Lenk. | 08957061 |
| Weitere Bilder                          | Wohnhaus                                                                                     | Hauptstraße 146 (Karte)                          | 2. Hälfte 19. Jh. (Wohnhaus). Das Gebäude ist abgerissen und durch einen Neubau ersetzt worden (Wohn- und Geschäftshaus/Fleischerei Sprafke). | Beschreibung des früheren Kulturdenkmals: Wohnhaus mit Mauer und Metallzaun; ortsbildprägend, Teil der alten Ortsstruktur. | 08957072 |
|                                         | Hydrant                                                                                      | vor Muldenstraße 7 (Karte)                       | um 1900 (Wasserversorgungs- und Abwasseranlage). ersetzt durch einen neuen Hydranten                                                          | Beschreibung des früheren Kulturdenkmals: von technikgeschichtlicher Bedeutung. | 08957095 |
| Direkt Bild zu diesem Denkmal hochladen | Segmentbogenbrücke über die Zwickauer Mulde                                                  | Muldenstraße (Richtung Altes Wiesenhaus) (Karte) | 2. Hälfte 19. Jahrhundert (Brücke). ersetzt durch einen Neubau                                                                                | Beschreibung des früheren Kulturdenkmals: von orts- und verkehrsgeschichtlicher Bedeutung, mit später erneuerter Krone. | 08957096 |
|                                         | Forstamt (Forsthaus mit Nebengebäude)                                                        | Muldenstraße 11 (Karte)                          | 1. Hälfte 19. Jahrhundert (Forsthaus). Dieses Gebäude wurde vom Landesdenkmalamt aus der Liste der Kulturdenkmale gestrichen.                 | Beschreibung des früheren Kulturdenkmals: Zeugnis von orts- und bauhistorischer Qualität. | 08957095 |
| Direkt Bild zu diesem Denkmal hochladen | Trafohäuschen                                                                                | Paradies (Karte)                                 | 1967, Umbau 1992 (Transformatorenstation) | Beschreibung des früheren Kulturdenkmals: Trafohäuschen; von orts- und technikgeschichtlicher Bedeutung. | 08957079 |
|                                         | Löschwasserhydrant nach Reichspatent                                                         | Straße der Einheit vor Nr. 38 (Karte)            | um 1900 (Wasserversorgungs- und Abwasseranlage). ersetzt durch einen neuen Hydranten                                                          | Beschreibung des früheren Kulturdenkmals: Zeugnis von technikgeschichtlicher Bedeutung. | 08957049 |
|                                         | Trinkwasserhochbehälter des Zweckverbandes Wasserwerke Westerzgebirge (Foto zeigt Ersatzbau) | Webersberg (Karte)                               | um 1925 (Wasserversorgungsanlage). abgerissen und 2012 an gleicher Stelle ein Neubau mit gleicher Funktion errichtet                          | Beschreibung des früheren Kulturdenkmals: Hochbehälter; von technikgeschichtlicher Relevanz. | 08957076 |
| Weitere Bilder                          | Fabrikgebäude (ehemals Bürstenfabrik)                                                        | Obere Straße 60 (Karte)                          | um 1925 im Jahr 2020 von der Gemeinde Schönheide realisierter Abriss                                                                          | Beschreibung des früheren Kulturdenkmals: Putzbau mit Ziegel- und Natursteingliederung, mit Einflüssen der klassischen Moderne, technisches Denkmal mit baugeschichtlicher Relevanz Eingeschossige Produktionsanlage, massiv, über Winkelgrundriss, im Eingangsbereich mit Treppenturm und Obergeschoss betont, Granitsockel Glattputz, Fenster historisch, in liegender Sprossung, durch Klinkerflächen zu Fensterbändern zusammengefasst, Treppenhaus turmartig überhöht, mit Klinkerlisenen und -türumrandung und senkrechtem Lichtband | 08957033 |
| Weitere Bilder                          | Wohnhaus                                                                                     | Alte Auerbacher Straße 11 (Karte)                | um 1865 Im Mai 2021 vom Eigentümer abgerissen.                                                                                                | Putzfassade im neogotischen Stil der Tudorgotik, mit Vorfahrt, Zeugnis großbürgerlicher Wohnkultur, von ortsbildprägender und bauhistorischer Bedeutung. | 08957057 |

## Ausführliche Denkmaltexte
1. ↑  
Wohnhaus Alte Auerbacher Straße 13:
  - Über flachem zweigeschossiger Massivbau mit zum Teil ausgebautem Mezzaninbereich, umlaufende, spätklassizistische Putz- und Stuckgliederung der Fassaden durch profilierte Fenstergewände, Gurtgesimse, Reliefbrüstungsfelder, Fensterverdachungen und Konsolkranzgesims, flaches Walmdach
  - Nebengebäude: zweieinhalbgeschossiger Massivbau mit einfacher Putzgliederung, zwei segmentbogige Tore, profiliertes Traufgesims, Schleppdach, mit parkartigem, terrassiertem Garten.
2. ↑  
Wohnhaus Hauptstraße 20:
  - Erdgeschoss massiv, verändert, Sockel neu mit Granit verkleidet, Rundbogentür mit Granitgewänden und eisernen Läden mit Beschlag und Schließmechanismus, Segmentbogentür mit Keilstein und schlichtem Reliefdekor in Zwickeln mit Granitgewänden, Obergeschoss Fachwerk mit profiliertem Rähm und Schwelle, Satteldach, verschiefert, Fenster neu in historischer Größe, altes Türblatt der Eingangstür, alte Treppe aus Granit, Giebel zum Teil verkleidet, im Innern vier Kreuzgewölbe auf zentraler Säule
  - Rückanbau im Hang mit ehemaligem Pferdestall, massiv mit Obergeschoss und Drempel, flaches Satteldach, hangseitig mit Schindeln gedeckt
  - Scheune: Fachwerkkonstruktion, verbrettert, mit einer massiven Wand, Satteldach.
3. ↑  
Grund- und Mittelschule Schönheide:
  - Langgestreckter zweigeschossiger Massivbau, Erdgeschoss mit Granit und Sandstein verkleidet, drei Obergeschoss mit gelbem Klinker verkleidet, zum Tal zwei Risalite mit gekoppelten Fenstern und jeweils repräsentativen Eingängen, Fenster segmentbogig mit Brüstungsfeldern aus Kunststein in Rosettendekor, sandsteinerne Fensterstürze, Gurtbänder und Eckbossen, zwei metallene Fahnenhalter, auskragendes Abschlussgesims, flachgeneigtes Walmdach
  - vor der Schule einfacher Granitstein, sich nach oben verjüngend.
4. ↑  
Villa R. Lenk: 
  - Auf unregelmäßigem Grundriss über Granitsockel aufwendigste Jugendstilvilla, Fassadengliederung durch Gurtgesimse, sandsteinerne Jugendstil-Fenstergewände und Zierfachwerk, heute mit Blech verkleidet, Eingangstrakt mit repräsentativem Portal in eingezogener Nische mit Glasvordach über Freitreppe, talseitig turmartig überhöhter Bauteil, reizvolle Dachlandschaft mit Ziergiebeln und Gaupen, graulasierte Profil-Ziegeldeckung mit Dachreitern
  - im Innern: reiche plastische Jugendstilstuckdecken und hölzerne Wandverkleidungen, große Eingangshalle durch zwei Stockwerke unter Rabitzgewölbe mit Galerie, Decken- und Wandmalereien, künstlerischer Jugendstilstuck als fester Bestandteil der einzelnen Raumausstattungen.
5. ↑  
Villa Hauptstr. 136: 
  - Zweigeschossiger massiver Putzbau im Reformstil, aufgelockerter Grundriss mit Standerkern, straßenseitige Granitauslucht und Eckloggia, malerische Dachlandschaft mit Mansard- und Walmdächern, originale Haustür, drei großflächige farbverglaste Treppenhausfenster
  - Nebengebäude: eingeschossiger Massivbau, in Einzelformen dem Haupthaus entsprechend
  - Einfriedung aus Granitmauer und Pfosten.
6. ↑  
Fabrikantenvilla: 
  - zweigeschossige massive Gründerzeitvilla in Klinkerbauweise auf Granitsockel, vielgestaltiger Grundriss mit rundem Eckturm und Standerker, historisierende Sandstein-Fenster- und -Türgewände, Wappen „TB“ über dem farbverglasten Treppenhausfenster, westseitig ein geschwungener Schweifwerkgiebel mit Kugelbekrönungen und zwei Zink-Wetterfahnen, malerische Dachlandschaft mit hölzernen, spitz aufragenden Gaupen, Schieferdeckung, originale Fenster und Haustür, im Innern im Erdgeschoss und Obergeschoss reicher Deckenstuck
  - Einfriedung: Granitsockel, Klinkerpfeiler, Ecklösungen mit kugelbekrönten durchbrochenen Mauern, Metallzaunfelder.
7. ↑  
Teilabschnitt Schönheide, OT Schönheide mit folgenden Einzeldenkmalen: Zwei Lokomotiven im Lokschuppen des Gleisanschlusses am Bahnhof Schönheide Ost und Bahnwärterhaus (Einzeldenkmale ID-Nr. 09302602): 
  - Lok 1 mit Baureihenbezeichnung der Deutschen Reichsbahn V 15 oder V 18
  - Lok 2 vom Typ Kö
  - Bahnwärterhaus/Postenhäuschen als eingeschossiger Typenbau über annähernd quadratischem Grundriss, flachgeneigtes Satteldach mit Dachüberstand, einfache Putzgliederung durch Rauputz mit glatt geputzten Faschen und Bändern

und mit folgenden Sachgesamtheitsteilen: Gleis-, Signal-, Sicherungs- und Fernmeldeanlagen, Bahnsteig- und Gleisfeldbeleuchtung, Streckenkilometrierung, Beschilderung, außerdem mit folgenden Bestandteilen als weitere Sachgesamtheitsteile: 
  - am Bf. Schönheide-Ost (Eibenstocker Straße 32) – zwei Prellböcke, Doppelkreuzungsweiche, handbediente Weichen mit Weichenlaternen, Fahrradschuppen, Lokschuppen (kein Denkmal)
  - bei km 71,700, km 71,985 und km 72,120 Durchlässe über einen Mühlgraben jeweils als kurze Stahlträgerbrücken
  - bei km 72,480 auf freier Strecke bei/im Gleisanschluss des ehemaligen VEB Faserplattenwerke Schönheide zwei Güterwagen
  - bei km 72,845 Bachdurchlass
  - bei km 73,200 Straßenüberbrückung
  - bei km 73,700 Bachdurchlass
  - bei km 75,045 Wegeübergang mit zwei Andreaskreuzen und Halbschrankenanlage (um 1960), Beleuchtung, Sicherungsanlagen und Postenhäuschen Nr. 74 
  - bei km 75,160 Brücke über die Zwickauer Mulde als Vollwand-Stahlträgerkonstruktion.
8. ↑  
Wohnhaus Obere Straße 22, 23: 
  - Wohnhaus: über hohem Granitsockel zweigeschossiger Massivbau, verputzt, Ecklisenen und Türumrandung aus rotem Ziegel, profilierte Fensterumrahmungen aus Gussstein, Gurtgesims mit Rosettenmotiv, Abschlussgesims zur Drempelzone mit kleinen Konsolen, flaches Satteldach auf gesägten Pfettenköpfen, zum Tal flacher Mittelrisalit mit Dreierfenstergruppe, in Dachhaus übergehend, historische Beschriftung über Tür: „Forstamt“, vor Rundbogentür zweiläufige Granittreppe mit historischem Geländer, Nebengebäude: Massivbau, verputzt, Obergeschoss verbrettert
  - Scheune: massiv, verputzt, mit Ziegelpilastern und Schlitzfenstern, Satteldach.
9. 1 2  
Alter Friedhof Schönheide: 
  - Friedhofskapelle: 
    - auf rechteckigem Grundriss, Massivbau auf Granitsockel in malerischer Architekturauffassung mit Reformstilanklängen, Chorteil überhöht unter Mansarddach, sonst steiles Krüppelwalmdach mit Glockenreiter unter geschweifter Haube, alter Putz, zum Teil historische Farbverglasung
    - Grabstein „Susanna Wolf“ aus Granit

  - Gruft der Familie von Querfurth: 
    - Gruft als Massivbau in Form einer klassischen Rotunde mit dorischem Portikus, im Innern lebensgroße Christusstatue aus Zementgips?, metallene Gruftabdeckung mit Adelswappen, Rabitzgewölbe mit ehemals farbverglastem Oberlicht
    - Vorplatz mit fünf Einzelgräbern in Steinfassung mit Kreuz- bzw. Pultsteinen
    - Einfriedung aus Sandsteinquadern, Metallpforte mit Akanthusfries aus Metallguss (zum Teil abgängig)
    - Besitzer: Eisenwerk Schönheiderhammer

  - Gruft der Familie Flemming:
    - Über quadratischem Grundriss verputzter Massivbau, Vorderseite ursprünglich durch großen Rundbogen mit eingestellten dorischen Säulen geöffnet, heute vermauert, darüber im Giebelfeld goldgrundiges Ornamentmosaik (schadhaft), an Wangen der Seitenwände Kranzreliefs, auf Rückseite ehemals farbverglastes Thermenfenster, heute vermauert, Kupferblechdeckung mit steinernem Kreuzaufsatz, an Seitenwand Inschrift: „Die Toten ehren ehrt die Lebenden“
    - Vorplatz mit Eisenpfosten und Ketten

  - Oschatz'sche Familien-Gruft: Über quadratischem Grundriss Massivbau in Form eines offenen Tempels mit je vier Säulen toskanischer Ordnung unter Frontispiz auf Vorder- und Rückseite, Giebelfelder jeweils mit Reliefdarstellungen, Säulenstellung auf Rückseite mit dekorativer Farbverglasung geschlossen, im Innern Seitenwände mit jeweils abgerundeten Urnennischen und zentraler Bodentür (mit Metalltür verschlossen) zur eigentlichen Gruft.
10. ↑  
Wohnhaus mit angebauter Scheune: 
  - Wohnhaus: Erdgeschoss massiv, Granit-Türgewände, profilierter Rähm mit Zierbalkenköpfen, verschiefertes Satteldach, talseitiger Dachausbau mit durchgängigen Dachgaupen, Obergeschoss im hinteren Teil teils verbrettert, zum Hof neuere Umbauten mit Garageneinfahrt
  - angebaute Fachwerkscheune: verbrettert, mit schiefergedecktem Satteldach.
11. ↑  
Wohnhaus mit angebauter Scheune: 
  - Wohnhaus: über Winkelgrundriss in zwei Bauphasen, Erdgeschoss massiv, granitene Sitzsteine am Eingang, mit massiger Granit-Eingangstürschwelle, Obergeschoss Fachwerk, verbrettert, zum Teil vierflügelige Fenster, zum Teil Winterfenster, Krüppelwalmdach mit Schieferdeckung
  - Scheune: teils massiv, mit großen Holztoren, Satteldach mit Schieferdeckung.
12. ↑  
Gasthaus: 
  - Gaststätte: zweigeschossiger Massivbau, Erdgeschoss verputzt, Obergeschoss rot verklinkert, mit historisierenden Fensterumrandungen und kleinem Ziergiebel, Satteldach mit stehenden Dachagupen
  - Anbau: zweigeschossiger Massivbau, verputzt, Einfahrt (vergittert) im EG, vergitterte Stallfenster, Obergeschoss mit Fenstergruppe über Einfahrt durch Quetschstuck (Fruchtgirlande und Weinglas) betont, historische Beschriftung in Zinklettern: „Gute Quelle / Gastwirtschaft mit Fleischerei / Bes. Eduard Frieß“ und am Anbau: „Fremdenhof-Autogarage-Centralheizung“.
13. ↑  
Teilabschnitt Schönheide, OT Wilzschhaus mit den Sachgesamtheitsteilen: Gleis-, Signal-, Sicherungs- und Fernmeldeanlagen, Bahnsteig- und Gleisfeldbeleuchtung, Streckenkilometrierung und Beschilderung, außerdem mit folgenden Bestandteilen als weitere Sachgesamtheitsteile: 
  - bei km 76,870 weitere Hochbauten Bf. Schönheide-Süd/früher Bf. Wilzschhaus, zusätzlich mit Wellblechschuppen, Wagenkasten, Lokomotive und sechs Güterwaggons
  - bei km 76,920 Straßenübergang
  - bei km 77,200 Wellblechfernsprechbude
  - bei km 77,250 Durchlass eines Bahngrabens

sowie den folgenden eisenbahntechnischen Zeugnissen der verkehrshistorischen Entwicklung, mit technikgeschichtlicher, landschaftsbildprägender und lokalhistorischer Relevanz: 
  - Wellblechschuppen auf dem Bahnhofsgelände: mit gründerzeitlichen Fenstern, segmentbogigem Wellblechdach
  - Lokomotive im hölzernen Kleinlokschuppen auf dem Bahnhofsgelände: mit Baureihenbezeichnung der Deutschen Reichsbahn V15 oder V18
  - zwei normalspurige Güterwaggons als gedeckte Wagen
  - vier Schmalspur-Güterwaggons in ruinösem Zustand, ursprünglich gedeckt
  - bei km 76,920 Straßenübergang: als beschränkter Bahnübergang über zwei Gleise mit vier Schranken
  - bei km 77,200 Wellblechfernsprechbude: mit Typenschild „Gebr. Aschenbach GmbH, Eisen- und Wellblechwerke, Weidenau-Sieg“ und Bezeichnung „FO“
  - bei km 77,250 Bahngrabendurchlass aus grobem Granitquadermauerwerk
  - bei km 77,518 Brücke als genietete Stahlträgerkonstruktion mit einem Strompfeiler aus Granitquadern
14. ↑  
Einzeldenkmale der Sachgesamtheit im Teilabschnitt Schönheide, OT Wilzschhaus:
  - Bahnhofsgebäude Schönheide-Süd: Typenbau, zweigeschossiger Klinkerbau mit flachem Mittelrisalit, Deutschem Band, Sandsteinfenstergewänden, Gusssteinornament, Satteldach, rückwärtiger Anbau
  - Nebengebäude (Lagerschuppen): eingeschossig, preußisches Fachwerk, Satteldach
  - Güterschuppen: lang gestreckter flacher Klinkerbau mit flachem Satteldach
  - hölzerner Draisinen-Schuppen
15. 1 2 3  
Eisenbahnerwohnhaus: Eingeschossiger massiver Klinkerbau mit Drempel, kleinem Eingangsanbau und Satteldach, zum Bahnhofsensemble gehörig.
16. 1 2 3  
Eisenbahnerwohnhaus: Zweigeschossiger massiver Klinkerbau mit flachem Satteldach und straßenseitigem Eingangsanbau, Typenbauten einer Bahnsiedlung, zum Bahnhofsensemble gehörig.
17. ↑  
Wohnhaus der Familie von Querfurth, auf quadratischem Grundriss mit glasüberdachtem Innenhof, über hohem Granitsockel außen zweigeschossiger Massivbau mit vielgliedriger Dekoration in tudorgotischen Formen: gestäbte Sandstein-Fensterverdachungen, Brüstungsfelder im Rosettenmotiv, Fensterverdachungen, Gurt- und Abschlussgesimse, Innenhof mit Arkadenstellung im Erdgeschoss und ersten Obergeschoss, zweites und drittes Obergeschoss mit Segmentbogenfenstern mit rustizierten Stürzen unter Glasdach, alte Kreuzstockfenster im Innenhof erhalten, gusseiserne Lüftungsgitter zum tiefen Keller mit Gewölben, an Seitenfassade drei alte Kreuzstockfenster mit Winterverglasung erhalten, zentrales Rundbogenportal mit Freitreppe, flaches Walmdach, Glasaufsatz mit gotisierender Eisenkonstruktion.